# Teatro Milanés
El Teatro Milanés es el más importante teatro de la ciudad de Pinar del Río, en Cuba. 

## Introducción
El Teatro Milanés fue construido en 1838 y es uno de los Ocho Grandes Teatros de la Cuba Colonial, junto al Teatro de la Marina de Santiago de Cuba [1823], el Tacón de La Habana [1838], el Brunet de Trinidad [1840], el Principal de Camagüey [1850], el Sauto de Matanzas [1863], el Teatro La Caridad de Santa Clara [1885] y el Terry de Cienfuegos [1890]. 

## Historia
El teatro fue construido en 1838, en la naciente villa de Pinar del Río, en el extremo occidental de la Cuba colonial. Su primera versión era un humilde edificio de tablas de palma y techo de guano, con apenas 100 asientos. Fue rápidamente alquilado por una compañía de teatro española. Dicha compañía realizó reformas constructivas en el edificio, convirtiéndolo en un local de madera y tejas, con 34 palcos y 150 asientos. El teatro pasó entonces a llamarse "Lope de Vega". 
Entre 1846 y 1847, volvió a ser modificado el local, realizando varios cambios interiores en la platea y los lunetarios. En 1880, fue comprado por Dionisio Félix del Pino Díaz. El nuevo dueño lo reconstruyó casi por entero, construyéndole paredes de mampostería y ampliándolo. A lo largo del siglo XIX, descenas de compañías teatrales transitaron por el teatro. 
Concluida la tercera guerra de independencia cubana, el Teatro Lope de Vega ofreció un banquete en honor de los Generales mambises Juan Lorente de la Rosa y Antonio Varona. Al llegar su turno de pronunciar unas palabras, el dueño Dionisio Félix del Pino Díaz decidió rebautizar al teatro con el nombre de una poeta cubano al que siempre había admirado mucho, el matancero José Jacinto Milanés. A partir de entonces, se le conoció como el Teatro Milanés. En 1907, se le construyó su azotea. 
Fue nacionalizado en la década de 1960 por la Revolución cubana. En 1988, su sala y su escenario sirvieron de locación para la filmación de la película cubana "La Bella de la Alhambra". El teatro cerró sus puertas al público entre 1991 y 2006 por reparaciones. Volvió a sus funciones el 27 de diciembre de 2006. Posee 540 butacas y una sala de conciertos con 120 sillas. Además, cuenta con un bar-cafetería. 
Entre los prestigiosos artistas que se han presentado en sus escenarios, se encuentran el Ballet Nacional de Cuba con su "prima ballerina assoluta" Alicia Alonso, el pianista Bola de Nieve, la vedette Rita Montaner, el cómico argentino Antonio Gasalla, la vedette Rosita Fornés y otros más jóvenes como el músico pinareño Raúl Paz, Ivette Cepeda, Claudio Rodríguez, entre otros.